# 桑内·范戴克
桑内·范戴克，OLY（1995年7月21日—），荷蘭柔道運動員，她代表荷蘭隊參加了日本舉行的2020年夏季奧林匹克運動會，並且在女子70公斤級比賽上獲得銅牌。